# Šmarje pri Jelšah
Šmarje pri Jelšah – wieś w Słowenii, siedziba gminy Šmarje pri Jelšah. W 2018 roku liczyła 1768 mieszkańców.